# Новак Семен Якович
Семен Якович Новак (1902, містечко Веркіївка Чернігівської губернії, тепер село Вертіївка Ніжинського району Чернігівської області — ?) — радянський діяч, голова виконавчого комітету Іркутської обласної ради депутатів трудящих. Депутат Верховної Ради СРСР 1-го скликання (1941—1946). 

## Біографія
Народився в селянській родині. У 1918—1920 роках служив у військах Всеросійської надзвичайної комісії (ВЧК).
У 1921—1923 роках — член Веркіївського революційного комітету; секретар Веркіївського комітету ЛКСМ України Чернігівської губернії.
З 1923 по 1926 рік був слухачем робітничого факультету в Ніжині. У 1926—1930 роках — студент Київського інституту народного господарства.
Член ВКП(б) з 1928 року.
У 1931—1932 роках — заступник директора, заступник секретаря комітету КП(б)У Капустинського цукрового заводу. У 1932—1934 роках — в.о. директора, директор цукрового заводу імені Ілліча Харківської області.
У 1934—1935 роках — заступник директора Пархомівського цукрового заводу. У 1935—1937 роках — заступник директора цукрового заводу Попільнянського району Київської області.
У 1937—1938 роках — голова виконавчого комітету Попільнянської районної ради Київської області.
У 1938—1939 роках — секретар Організаційного комітету Президії Верховної Ради Української РСР по Житомирській області.
У липні 1939 — 6 січня 1940 року — в.о. голови виконавчого комітету Іркутської обласної ради. 7 січня 1940 — 11 липня 1942 року — голова виконавчого комітету Іркутської обласної ради депутатів трудящих.
До січня 1943 року — завідувач контрольної групи Ради народних комісарів Комі АРСР.
У січні 1943 — травні 1944 року — голова виконавчого комітету Сиктивкарської міської Ради депутатів трудящих Комі АРСР.
З травня 1944 року — відповідальний секретар виконавчого комітету Херсонської обласної ради депутатів трудящих.
Подальша доля невідома.